# ウマガ
ウマガ（Umaga、1973年3月28日 - 2009年12月4日）は、アメリカ合衆国のプロレスラー。カリフォルニア州サンフランシスコ出身のサモア系アメリカ人。
本名、エドワード・スミス・"エキ"・ファトゥ（Edward Smith "Eki" Fatu）。旧リングネームにジャマール（Jamal）がある。全日本プロレス、WWEなどに所属した。
兄はリキシことソロファ・ファトゥ。叔父はワイルド・サモアンズとして活躍したアファ・アノアイとシカ・アノアイ。息子のジラ・ファトゥもプロレスラー。

## 来歴
アノアイ・ファミリーの一員であり、アファ・アノアイが運営するワイルド・サモアン・レスリングスクールで練習し、1995年にプロレスデビューする。
翌年には、日本にかつて存在した団体FMWにアルマゲドン1号の名で参戦し、アルマゲドン2号（マット・アノアイ）とのタッグでFMWハードコアタッグ王座を獲得している。
その後もインディ団体で、マット・アノアイとのタッグアイランド・ボーイズで活躍する。

### WWE
2002年7月からはWWEにアイランド・ボーイズとして参戦。リングネームをジャマール（Jamal）、マット・アノアイはロージーに変え、後にスリー・ミニッツ・ウォーニング（3分間警告隊）というユニットで活躍する。エリック・ビショフの用心棒で、ビショフから抹殺命令が出されると、女性だろうが老人だろうが容赦なく叩き潰していた。その後2003年6月に解雇となった。

### 全日本プロレス
WWEを離脱後はTNAのリングに参戦し、太陽ケアの誘いにより全日本プロレスに本格参戦する。TAKAみちのく率いるRO&Dに加入し、いきなりジャスティン・クレディブルとのコンビで、世界最強タッグ決定リーグ戦準優勝を果たした。その後RO&Dの中心選手として、健介ファミリー、ボブ・サップ、VOODOO-MURDERSらと激しい抗争をすることになる。
2004年世界最強タッグ決定リーグ戦優勝、2005年には太陽ケアとのコンビで第51代世界タッグ王座を獲得し、最強外国人とまで言われるようになり、全日本の外国人エースに君臨した。全日ラスト試合ではフライング・ソーセージで勝利し、最後のRO&D集合写真では涙を流していた。

### WWE復帰
2006年4月3日にウマガ（Umaga）のリングネームでWWE復帰を果たした。マネージャーにアルマンド・アレハンドロ・エストラーダを従え、顔にはマオリ風のペイントを施したポリネシア先住民ギミックとして活躍。10月18日・19日の日本武道館大会では久々の日本での参戦となり、観客からはジャマール・コールが起こるなど大きな声援を受けた。また、武道館大会の際には秋葉原のプロレスショップに現れた。同じ頃に、抗争中だったケインとの怪物対決を制し、WWEのトップ戦線を張るレスラーに成長。ターゲットをWWE王者であるジョン・シナに絞り、激しい王座戦を繰り広げることとなった。2007年2月19日には、ジェフ・ハーディーを破りIC王座を獲得した。自身初のシングル王座であった。
レッスルマニア23では、ビンス・マクマホンとドナルド・トランプとの代理戦争に、ビンス側の代表として戦ったが敗戦。以後、ボビー・ラシュリーとマクマホン・ファミリーの抗争に参加している。イタリアのミラノで行われたRAWでタイトルを賭けて観客から対戦者を募り、観戦していたサンティーノ・マレラと対戦。ビンスの提案により、試合はノー・ホールズ・バードマッチに。シェイン、ウマガと共に3人でいたぶるはずが、ラシュリーの乱入によりIC王座を奪われてしまう。その後何度もマレラとIC王座戦を繰り広げ、7月2日奪還に成功。
8月6日、ランディ・オートンとカリートがシナ潰しのためにウマガを対戦相手に指名するが、試合中に乱入したオートンとカリートの行為に怒り、二人を攻撃する。翌週にはシナとタッグを組みベビーターンした。8月26日のサマースラムでは、ケネディ、カリートとIC王座をかけたトリプルスレットマッチを行い、実質2対1の状況ながらも圧倒的なパワーで防衛に成功。しかし翌日のRAWで復帰したジェフ・ハーディーに攻撃を仕掛け、大ブーイングを浴びてしまった。9月3日に行われたRAWでは、IC王座をジェフ・ハーディーに獲られ、その後トリプルHと対戦した際に、大流血に追い込まれ全治1か月の欠場が発表された（これはドラッグテストで陽性反応が出た罰であり、実質は1か月の謹慎処分となる）。
2009年、ケガから復帰し、1月30日のSmackDown!でジミー・ワン・ヤンに勝利し完全復活を果たした。5月にはスマックダウンに移籍してきたCMパンクを襲撃し、抗争を開始。しかし、6月8日にWWEから解雇される。両者合意の上の退団とされていたが、実際はドラッグテストに引っかかり、施設でのリハビリを拒否したための解雇と言われている。
WWE解雇後、11月28日にハルク・ホーガンが立ち上げたハルカマニア・ツアーにオス・ファトゥ（Osu Fatu）のリングネームで参加。12月4日にテキサス州の病院で心臓発作のため死去。36歳だった。偶然にもその翌日の12月5日に、WWE時代のマネージャーであったエストラーダがケン・アンダーソンとの引退試合を行った。アンダーソンはウマガの最後の試合相手でもあった。

## 得意技
フライング・ソーセージ
サモアン・スプラッシュとも呼ばれる。
サモアン・スパイク
ウマガの必殺技。
左腕で相手の喉元を掴みながら右腕を大きく振りかぶり、相手の喉元目掛けてテーピングでガチガチに固めた右手親指を突き刺し相手を倒す荒技。なおランニング式やセカンドロープから仰向けに寝てる選手に飛びかかるバージョンもある。
サモアン・レッキング・ボール
ランニングヒッププレスと同型であり、コーナーにもたれた相手に対し、対角線上に走り自分の尻で相手を押しつぶすように圧殺する技。
サモアン・ファイブ・アウト（S5O）
ワイルドサモアンドロップ
正面から走ってくる相手をショルダースルー風に上方に放り投げ、そのままキャッチしサモアンドロップに移行する荒技。
サモアン・ドライバー
相手をうつ伏せに肩に抱え上げ、垂直落下に頭から叩きつける。
スウィンギングサイドスラム
コーナーポストから飛び技を仕掛ける相手をキャッチして、豪快に回し叩き落す。
ムーンサルトプレス
コーナーロープから宙返りして仰向けの相手にプレスする技。ジャマールの場合、セカンドロープから使う。しかし必ず避けられるか相手が起き上がって反撃される。
フライングニールキック
前方やや斜めに一回転し、その勢いで相手の後頭部付近に叩き落とすように蹴り込む。
ミドルキック
2004年頃からレガースを履くようになり、使用。巨体であるが故に強烈な威力。WWE復帰後はレガースを履いていなかったが、使用は続けていた。
スーパーキック
相手をコーナーに寝かせるために使用することが多い。
ショルダー・クロー
相手の肩へのクロー。中盤の貴重な痛め技。

## タイトル歴
WWE

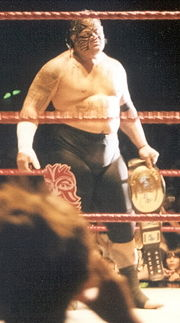
インターコンチネンタル王者

- WWE・インターコンチネンタル王座 : 2回

全日本プロレス
- 世界タッグ王座 : 第51代王者（&太陽ケア）
- 新春ヘビー級バトルロイヤル優勝（2004年）
- 世界最強タッグ決定リーグ戦 : 2004年度優勝（&太陽ケア）

FMW
- FMWハードコアタッグ王座 : 第2代王者（&マット・アノアイ）

HCW
- HCWケカウリキ・タッグ王座（&太陽ケア）

HWA
- HWAタッグ王座（&キモ）

MCW
- MCW南部タッグ王座（&キモ）

## 入場曲
- Virtual Voodoo

## エピソード
- 全日本プロレスを離れた理由は、家がハリケーンによって壊されてしまい、どうしてもお金が必要だったと週刊プロレスで語っている。この時、お金をたくさん稼いだら、必ず全日本プロレスに戻るとも宣言した。
- 2006年10月に行われた日本武道館大会では、日本でお世話になった感謝の意で、普段使用することのできないシャイニング・ウィザードを披露し観客から歓声を受けた。本人はその後コメントで、「あまりうまくできなかった」と冗談混じりで話している。
- ザ・ロック曰く、ウマガの意味はサモアの言葉で「萎びた猿のペニス」。レッスルマニア23開催前に、ロックがウマガの敗戦を予想した理由として取り上げた。（無論、ロックの冗談である）
- 試合コスチュームにNBAプレイヤーのユニフォームを着用している。